# ان‌جی‌سی ۵۸۶۶بی
ان‌جی‌سی ۵۸۶۶بی (انگلیسی: NGC 5866B) که همچنین با نام یوجی‌سی۹۷۶۹ خوانده می‌شود یک کهکشان مارپیچی میانی است که در فاصلهٔ نزدیک به ۵۲ میلیون سال نوری از زمین در صورت فلکی اژدها قرار دارد. این کهکشان با قطری نزدیک به ۴۵٫۸ هزار سال نوری (۱۴٫۰۵ کیلو پارسک) گاهی هم یکی از گروه‌های کهکشانی  ان‌جی‌سی ۵۸۶۶ به حساب آمده است. در طیف نور مرئی، این کهکشان یک رنگ کلی مایل به آبی را نشان می‌دهد و از آنجا که برای کهکشانی در اندازهٔ آن نسبتاً کم نور است، این کهکشان به عنوان کهکشانی با روشنایی سطح پایین (LSB) طبقه‌بندی می‌شود.